# Eptatretus burgeri
Eptatretus burgeri är en ryggsträngsdjursart som först beskrevs av Girard 1855.  Eptatretus burgeri ingår i släktet Eptatretus och familjen pirålar. IUCN kategoriserar arten globalt som nära hotad. Inga underarter finns listade i Catalogue of Life.